# Aparat rentgenowski
Aparat rentgenowski – urządzenie do wytwarzania promieniowania rentgenowskiego. Miejscem powstawania promieniowania jest w nim zwykle lampa rentgenowska.
Z uwagi na zastosowanie, wyróżnia się aparaty:
- diagnostyczne – stosowane w medycynie do prześwietlania tkanek, tzw. RTG,
- terapeutyczne – stosowane w medycynie nuklearnej do terapii, głównie chorób nowotworowych,
- przemysłowe – do zastosowań przemysłowych, np. zmiany właściwości substancji promieniowanie jonizującym,
- strukturalne – do wykonywania badań strukturalnych (defektoskopia).

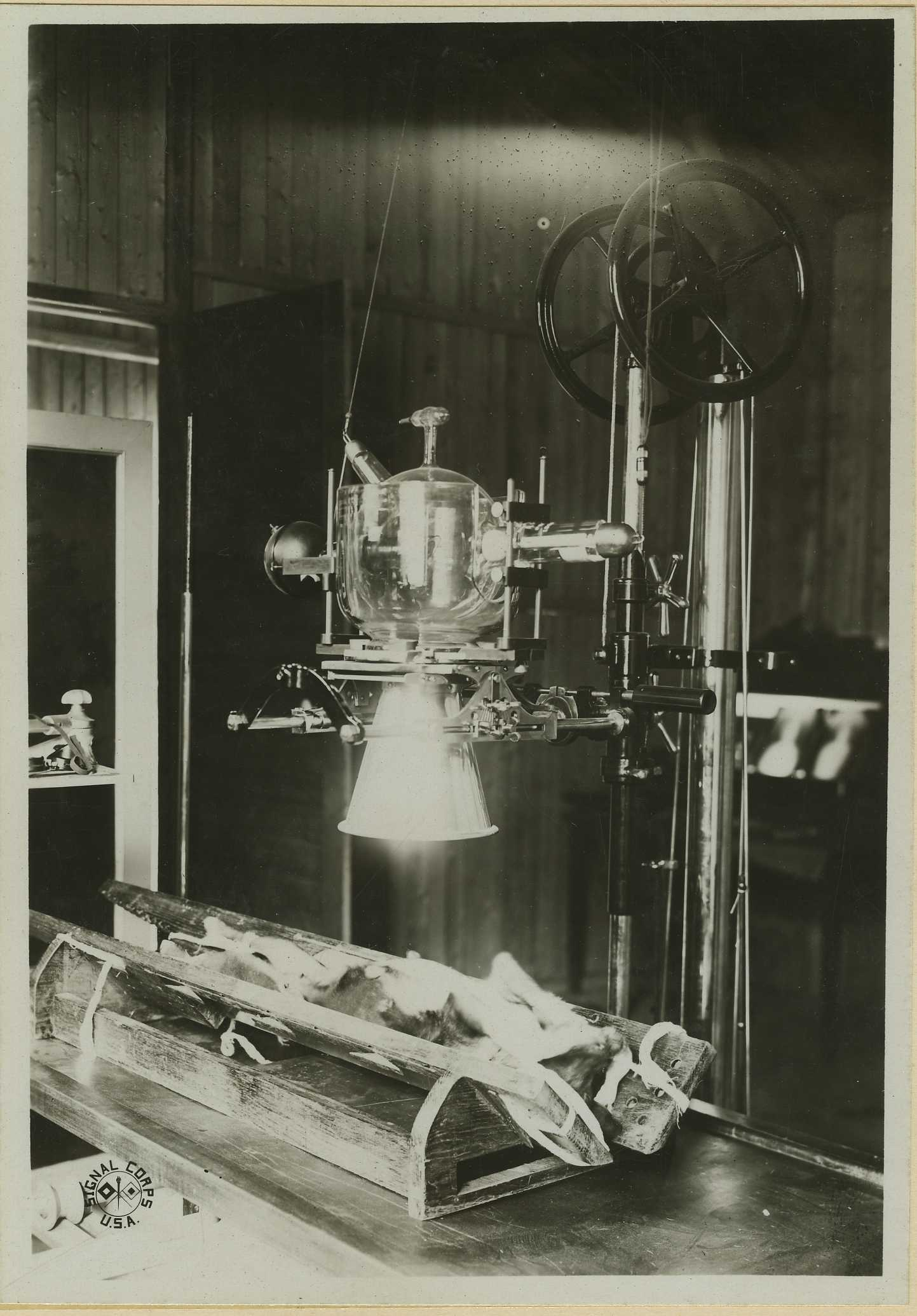
Diagnostyczny aparat rentgenowski z 1918 roku
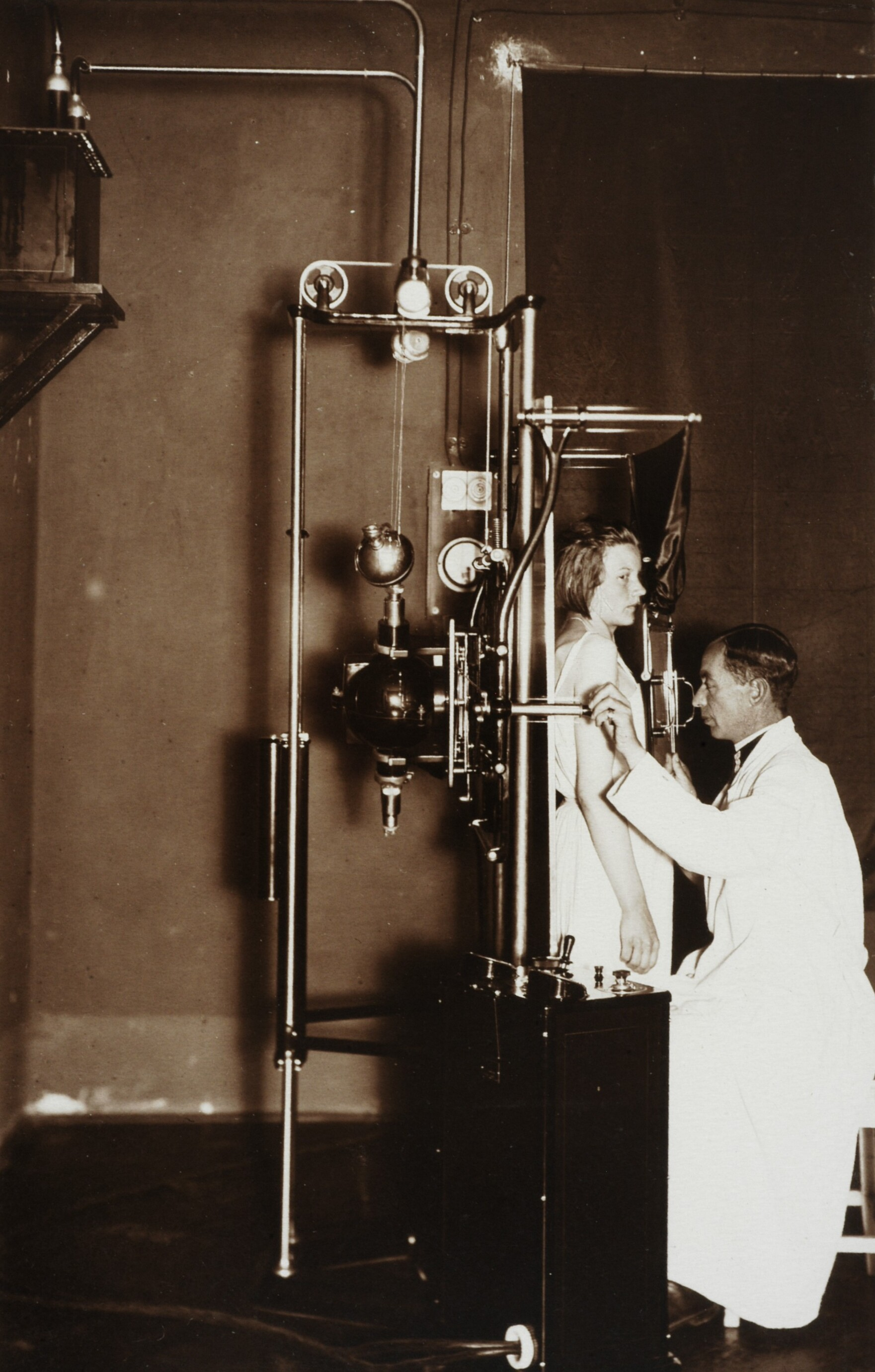
Badanie radiodiagnostyczne, 1934
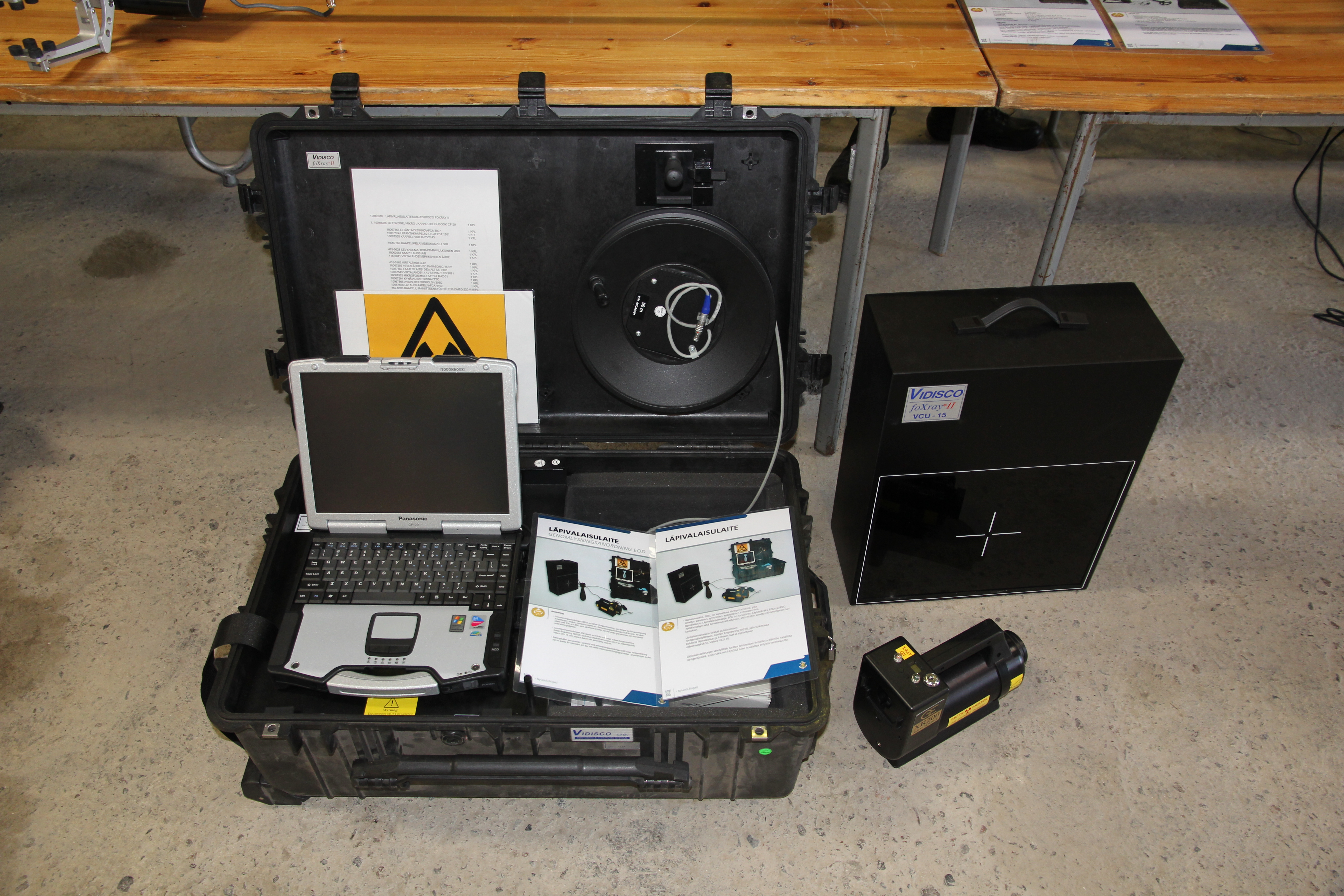
Przenośny aparat rentgenowski na wyposażeniu fińskich saperów